# Lega saudita professionistica 2004-2005
Questa voce raccoglie le informazioni della stagione 2004-2005 della Saudi Professional League, la massima serie del campionato saudita.

## Classifica
|  |     | Classifica finale 2004-2005 | Pt | G  | V  | N | P  | GF | GS |
|  | --- | --------------------------- | -- | -- | -- | - | -- | -- | -- |
|  | 1.  | Al-Shabab                   | 48 | 22 | 14 | 6 | 2  | 42 | 16 |
|  | 2.  | Al-Hilal                    | 45 | 22 | 13 | 6 | 3  | 41 | 21 |
|  | 3.  | Al-Ittihad                  | 38 | 22 | 11 | 5 | 6  | 53 | 37 |
|  | 4.  | Al-Nassr                    | 38 | 22 | 11 | 5 | 6  | 37 | 31 |
|  | 5.  | Al-Ahli                     | 34 | 22 | 10 | 4 | 8  | 41 | 29 |
|  | 6.  | Al-Wahda                    | 28 | 22 | 7  | 7 | 8  | 35 | 33 |
|  | 7.  | Al-Qadisiya                 | 28 | 22 | 7  | 7 | 8  | 32 | 33 |
|  | 8.  | Al-Tai                      | 26 | 22 | 8  | 2 | 12 | 24 | 36 |
|  | 9.  | Al-Ettifaq                  | 25 | 22 | 6  | 7 | 9  | 26 | 23 |
|  | 10. | Al-Ansar                    | 24 | 22 | 6  | 7 | 9  | 26 | 23 |
|  | 11. | Al-Riyadh                   | 19 | 22 | 4  | 7 | 11 | 27 | 42 |
|  | 12. | Ohod                        | 10 | 22 | 2  | 4 | 16 | 18 | 51 |

### Play-off

#### 1º turno
Al Ittihad- Al Nasr 6-0

#### 2º turno
Al Hilal - Al Ittihad 1-0

#### Finale
Al Shabab - Al Hilal 0-1

### Verdetti
- Al-Hilal Campione d'Arabia Saudita
- Al-Shabab finalista
- Al-Ittihad terzo classificato
- Al-Nasr quarto classificato
- Al-Riyadh e Ohad SC retrocessi in seconda divisione